# (36920) 2000 SY207
2000 SY207 (asteroide 36920) é um asteroide da cintura principal. Possui uma excentricidade de 0.12540470 e uma inclinação de 1.48125º.
Este asteroide foi descoberto no dia 24 de setembro de 2000 por LINEAR em Socorro.